# 決戦関ヶ原大垣博
『決戦関ヶ原大垣博』（けっせんせきがはらおおがきはく）は、2000年（平成12年）3月25日から10月9日まで岐阜県大垣市大垣公園で開催された地方博。主催は決戦関ヶ原大垣博実行委員会、後援は岐阜県・大垣市・大垣市商工会議所、総来場者数は74.8万人。
マスコットは「みつなりくん」と「いえやすくん」。「みつなりくん」は石田三成をデフォルメしたものとキツネの姿のものが、「いえやすくん」は徳川家康をデフォルメしたものとタヌキの姿のものがある。

## 開催の経緯
2000年が1600年（慶長5年）の関ヶ原の戦いから、400年になることで企画される。大垣市が中心になり、西濃地区全体の博覧会として位置づけられた。当初は大規模な博覧会を計画していたが、会場の広さや予算など様々な問題があり小規模となった。

## パビリオン
- テーマ館は、決戦関ヶ原館、東芝DVD館、大垣城、大垣市郷土館の4箇所、大垣市郷土館は既存の施設が使用された[2]。
- NHKの大河ドラマ葵 徳川三代とはタイアップが行なわれ、撮影で使用した小道具や甲冑などが展示された[3]。
- コーエーの戦国シミュレーションゲーム「決戦」のプレイコーナーもあった。
- その他に関ヶ原の戦い当時の陣中食や、東西の味比べといった飲食コーナー、土産処などがあった。

## 交通関連
- メイン会場は、岐阜県大垣市郭町の大垣公園を一時閉鎖して使用。駐車場は会場内にはなく、大垣駅北口前のオーミケンシ大垣工場の空き地に専用駐車場を設け、シャトルバスを運行した。また、市内の有料駐車場も一部使用された。
- 決戦関ヶ原大垣博に関連して、イベントバスが運行された。
  - 西美濃歴史探訪号：決戦関ヶ原大垣博会場から、南宮大社、関ヶ原の戦いの決戦地、布陣地をめぐるバス。
  - ハリンコ号（公共施設巡回ワンコインバス）：大垣市の主要施設を巡回するコミュニティバス。

## 現在
- 小規模の地方博であったが、最終的には成功としている[4]。
- 会場であった大垣公園は2009年に再整備され[5]、大垣駅北口前の専用駐車場跡地は大規模商業施設アクアウォーク大垣（アピタ大垣店）が開業している。